# Campeonato Uruguayo de Primera División "B" 1993

El Campeonato Uruguayo de Primera División "B" de 1993 fue el torneo de segunda categoría, correspondiente a esa temporada del fútbol uruguayo.

## Sistema de disputa
El sistema de disputa fue a dos rondas todos contra todos, el mejor ubicado en la tabla sería el campeón y lograría el ascenso directo a Primera División del año siguiente. El subcampeón clasifica al repechaje por un cupo en Primera División "A" de 1994 ante el penúltimo de la Tabla del Descenso de Primera "A".

### Posiciones
| Puesto | Equipo            | Pts. | PJ | PG | PE | PP | GF | GC | Dif. |
| ------ | ----------------- | ---- | -- | -- | -- | -- | -- | -- | ---- |
| 1°     | Basáñez (C)       | 34   | 22 | 13 | 8  | 1  | 34 | 9  | +25  |
| 2°     | Central Español   | 31   | 22 | 12 | 7  | 3  | 37 | 17 | +20  |
| 3°     | Fénix             | 26   | 22 | 8  | 8  | 5  | 28 | 19 | +9   |
| 4°     | Rentistas         | 25   | 22 | 8  | 9  | 5  | 20 | 15 | +5   |
| 5°     | Sud América       | 24   | 22 | 8  | 8  | 6  | 26 | 14 | +12  |
| 6°     | La Luz            | 24   | 22 | 7  | 10 | 5  | 22 | 19 | +3   |
| 7°     | Miramar Misiones  | 22   | 22 | 6  | 10 | 6  | 27 | 32 | -5   |
| 8°     | El Tanque Sisley  | 21   | 22 | 7  | 7  | 8  | 27 | 24 | +3   |
| 9°     | Colón             | 18   | 22 | 3  | 12 | 7  | 28 | 27 | +1   |
| 10°    | Sportivo Italiano | 17   | 22 | 5  | 7  | 10 | 22 | 34 | -12  |
| 11°    | Cerrito           | 14   | 22 | 2  | 10 | 10 | 14 | 38 | -24  |
| 12°    | Huracán           | 8    | 22 | 1  | 6  | 15 | 6  | 44 | -38  |

|  | Campeón, asciende a Primera División A.                    |
|  | Subcampeón, enfrenta repechaje por plaza en Primera A o B. |
|  | Penúltimo, enfrenta repechaje por plaza en Primera B o C.  |
|  | Último, desciende a Primera "C"                            |

## Fixture

#### Primera Rueda
| Central Español | 1:0 | Fénix            |
| Huracán         | 1:0 | Colón            |
| Rentistas       | 2:2 | El Tanque Sisley |
| La Luz          | 0:0 | Cerrito          |
| Sud América     | 4:0 | Italiano         |
| Basáñez         | 0:0 | Miramar Misiones |

| Basáñez          | 2:1 | Fénix           |
| La Luz           | 2:1 | Colón           |
| Miramar Misiones | 0:0 | Central Español |
| Rentistas        | 1:0 | Italiano        |
| Cerrito          | 0:0 | Huracán         |
| El Tanque Sisley | 1:0 | Sud América     |

| Italiano         | 1:1 | Basáñez     |
| Central Español  | 5:2 | Colón       |
| El Tanque Sisley | 2:0 | Cerrito     |
| La Luz           | 1:0 | Sud América |
| Rentistas        | 0:0 | énix        |
| Miramar Misiones | 2:1 | Huracán     |

| Basáñez          | 0:0 | Rentistas        |
| El Tanque Sisley | 5:1 | Huracán          |
| Sud América      | 1:1 | Cerrito          |
| Italiano         | 1:1 | Fénix            |
| Colón            | 2:2 | Miramar Misiones |
| Central Español  | 5:0 | La Luz           |

| Central Español  | 1:1 | Basáñez          |
| El Tanque Sisley | 1:1 | Italiano         |
| Rentistas        | 1:1 | Huracán          |
| Fénix            | 2:0 | La Luz           |
| Cerrito          | 2:1 | Miramar Misiones |
| Sud América      | 0:0 | Colón            |

| La Luz          | 3:1 | Basáñez          |
| Central Español | 2:1 | Rentistas        |
| Sud América     | 2:1 | Miramar Misiones |
| Colón           | 3:0 | Cerrito          |
| Italiano        | 4:1 | Huracán          |
| Fénix           | 1:0 | El Tanque Sisley |

| Sud América      | 2:1 | Central Español  |
| La Luz           | 1:0 | Rentistas        |
| Miramar Misiones | 2:1 | El Tanque Sisley |
| Fénix            | 1:0 | Huracán          |
| Italiano         | 1:0 | Cerrito          |
| Basáñez          | 1:0 | Colón            |

| Basáñez          | 2:0 | Huracán          |
| Italiano         | 1:0 | La Luz           |
| Fénix            | 4:1 | Miramar Misiones |
| Rentistas        | 1:0 | Sud América      |
| El Tanque Sisley | 1:1 | Colón            |
| Central Español  | 1:0 | Cerrito          |

| Colón            | 2:2 | Fénix           |
| El Tanque Sisley | 2:1 | Central Español |
| Sud América      | 0:0 | Basáñez         |
| Miramar Misiones | 1:0 | Italiano        |
| La Luz           | 2:0 | Huracán         |
| Rentistas        | 1:1 | Cerrito         |

| Basáñez     | 3:1 | El Tanque Sisley |
| Fénix       | 1:1 | Cerrito          |
| Sud América | 0:0 | Huracán          |
| La Luz      | 0:0 | Miramar Misiones |
| Italiano    | 1:1 | Central Español  |
| Rentistas   | 1:0 | Colón            |

| Miramar Misiones | 0:0 | Rentistas   |
| Central Español  | 5:0 | Huracán     |
| Colón            | 1:1 | Italiano    |
| Basáñez          | 0:0 | Cerrito     |
| Fénix            | 0:0 | Sud América |
| El Tanque Sisley | 1:1 | La Luz      |

#### Segunda Rueda
| Central Español | 1:1 | Fénix            |
| Huracán         | 0:2 | Colón            |
| Rentistas       | 1:0 | El Tanque Sisley |
| La Luz          | 1:2 | Cerrito          |
| Sud América     | 1:0 | Italiano         |
| Basáñez         | 2:0 | Miramar Misiones |

| Basáñez          | 3:0 | Fénix           |
| La Luz           | 0:0 | Colón           |
| Miramar Misiones | 2:2 | Central Español |
| Rentistas        | 1:0 | Italiano        |
| Cerrito          | 0:0 | Huracán         |
| El Tanque Sisley | 0:1 | Sud América     |

| Italiano         | 0:1 | Basáñez     |
| Central Español  | 1:0 | Colón       |
| El Tanque Sisley | 2:0 | Cerrito     |
| La Luz           | 1:1 | Sud América |
| Rentistas        | 0:1 | Fénix       |
| Miramar Misiones | 4:0 | Huracán     |

| Basáñez          | 1:0 | Rentistas        |
| El Tanque Sisley | 1:0 | Huracán          |
| Sud América      | 5:0 | Cerrito          |
| Italiano         | 2:2 | Fénix            |
| Colón            | 2:2 | Miramar Misiones |
| Central Español  | 1:1 | La Luz           |

| Central Español  | 0:2 | Basáñez          |
| El Tanque Sisley | 3:0 | Italiano         |
| Rentistas        | 2:0 | Huracán          |
| Fénix            | 0:1 | La Luz           |
| Cerrito          | 1:1 | Miramar Misiones |
| Sud América      | 1:0 | Colón            |

| La Luz          | 0:0 | Basáñez          |
| Central Español | 2:1 | Rentistas        |
| Sud América     | 6:0 | Miramar Misiones |
| Colón           | 3:3 | Cerrito          |
| Italiano        | 2:1 | Huracán          |
| Fénix           | 2:1 | El Tanque Sisley |

| Sud América      | 0:1 | Central Español  |
| La Luz           | 0:0 | Rentistas        |
| Miramar Misiones | 0:0 | El Tanque Sisley |
| Fénix            | 3:0 | Huracán          |
| Italiano         | 2:2 | Cerrito          |
| Basáñez          | 1:1 | Colón            |

| Basáñez          | 2:0 | Huracán          |
| Italiano         | 2:0 | La Luz           |
| Fénix            | 0:1 | Miramar Misiones |
| Rentistas        | 0:0 | Sud América      |
| El Tanque Sisley | 2:2 | Colón            |
| Central Español  | 1:0 | Cerrito          |

| Colón            | 1:1 | Fénix           |
| El Tanque Sisley | 0:2 | Central Español |
| Sud América      | 1:4 | Basáñez         |
| Miramar Misiones | 3:2 | Italiano        |
| La Luz           | 6:0 | Huracán         |
| Rentistas        | 3:1 | Cerrito         |

| Basáñez     | 2:0 | El Tanque Sisley |
| Fénix       | 3:0 | Cerrito          |
| Sud América | 0:0 | Huracán          |
| La Luz      | 1:1 | Miramar Misiones |
| Italiano    | 1:3 | Central Español  |
| Rentistas   | 0:0 | Colón            |

| Miramar Misiones | 3:4 | Rentistas   |
| Central Español  | 0:0 | Huracán     |
| Colón            | 5:0 | Italiano    |
| Basáñez          | 6:0 | Cerrito     |
| Fénix            | 2:1 | Sud América |
| El Tanque Sisley | 1:1 | La Luz      |

### Campeón
|                                                              |
| Bandera de Uruguay                                           |
| Campeón Uruguayo de Segunda División 1993 Basáñez 1.º título |

## Repechaje de ascenso
El subcampeón, Central Español, debió enfrentar un repechaje por la plaza en la Primera División 1994 ante Racing, penúltimo en la Tabla del Descenso de la categoría principal.
Los resultados fueron 0-0 y triunfo de Central 3-0, logrando de esta forma el ascenso el conjunto palermitano y provocando el descenso de Racing.

## Repechaje de descenso
Cerrito debió enfrentar el repechaje por la plaza en la divisional para la temporada 1994 ante el subcampeón de la Primera "C": Juventud de Las Piedras.
Cerrito venció en los 2 partidos (4-0 y 3-1) y permaneció en la categoría.